# Éric Lucky Mumbere Bwanapua
Erick Lucky Mumbere Bwanapua, né le 17 avril 1991 à Kitsombiro, Province du Nord-Kivu, en République démocratique du Congo, est un homme politique congolais, actuellement député de la ville de Goma, en République démocratique du Congo (RDC). Il fait partie de l'Alliance Bloc 50 (A/B50), un groupe politique soutenant l'Alternative Vital Kamerhe 2018. Mumbere est engagé dans la politique congolaise depuis plusieurs années et est particulièrement actif dans la Commission d'Aménagement du Territoire, Infrastructures et Nouvelles Technologies de l'Information et de la Communication de l'Assemblée nationale. Issu de la jeunesse militante, il s’est illustré par son engagement civique et patriotique en faveur de la population de Goma et du territoire de Nyiragongo.

## Biographie
Erick Lucky Mumbere Bwanapuwa est né à Kitsombiro, dans la province du Nord-Kivu, une région qui fait face à de nombreux défis socio-économiques et sécuritaires, notamment en raison des conflits armés. Très tôt, il manifeste un intérêt pour les questions politiques, sociales et économiques, cherchant à contribuer au développement de sa région et de la RDC dans son ensemble. Il poursuit ses études dans des institutions locales avant de s'engager pleinement dans la politique.

## Carrière politique
Erick Lucky Mumbere Bwanapuwa a commencé sa carrière politique au sein de l'Alliance Bloc 50 (A/B50), un groupe soutenant la vision de Vital Kamerhe, axée sur la modernisation de la RDC, la transparence, la lutte contre la corruption et l'amélioration des infrastructures publiques. Élu député de la ville de Goma en 2024, il se concentre sur des enjeux clés pour sa région, tels que les infrastructures, le développement et la sécurité. Membre de la Commission d'Aménagement du Territoire, Infrastructures et Nouvelles Technologies de l'Information et de la Communication, il met l'accent sur l'innovation technologique et l'amélioration des conditions de vie des Congolais. En tant que parlementaire, il soutient les réformes de l'Alliance Bloc 50, tout en plaidant pour la transparence et des politiques en faveur des populations vulnérables. Jeune et déterminé, Mumbere est engagé à servir sa communauté et à jouer un rôle majeur dans le développement futur de la RDC.

## Engagement et militantisme
Avant son élection, Éric Bwanapua s’est fait connaître comme un jeune résistant et infatigable défenseur des causes populaires, notamment dans la lutte contre la pollution et pour les conditions de vie décentes à Goma et dans le territoire de Nyiragongo.
Malgré les menaces, arrestations, intimidations et passages à tabac, il a poursuivi ses actions de conscientisation, arpentant les rues de Goma, porte à porte et pied à pied, pour appeler à un vote utile au service de la population.

## Procès d'Erick Lucky Mumbere Bwanapuwa  (2020)
Le militant politique Éric Lucky Mumbere Bwanapua, président du Mouvement national pour le Congo (MNC), a été arrêté le 14 février 2020 à Goma lors d’une manifestation contre l’insécurité à l’Est de la RDC. Il est accusé de trouble à l’ordre public et de mouvement insurrectionnel. Détenu à la prison de Munzenze pendant 8 mois, son procès s’est ouvert le 23 septembre 2020 au Tribunal de grande instance de Goma. L’audience a été renvoyée au 7 octobre 2020, après une demande de liberté provisoire déposée par ses avocats.